# Bazar w Iwoniczu-Zdroju
Bazar w Iwoniczu-Zdroju – zabytkowy, drewniany pensjonat zlokalizowany w centrum uzdrowiska Iwonicz-Zdrój, przy placu Dietla i głównej alei parkowej, obok domu zdrojowego. Należy do historycznej zabudowy uzdrowiskowej miejscowości. Do rejestru zabytków wpisany został 30 czerwca 1973 (numer A-730).

## Historia

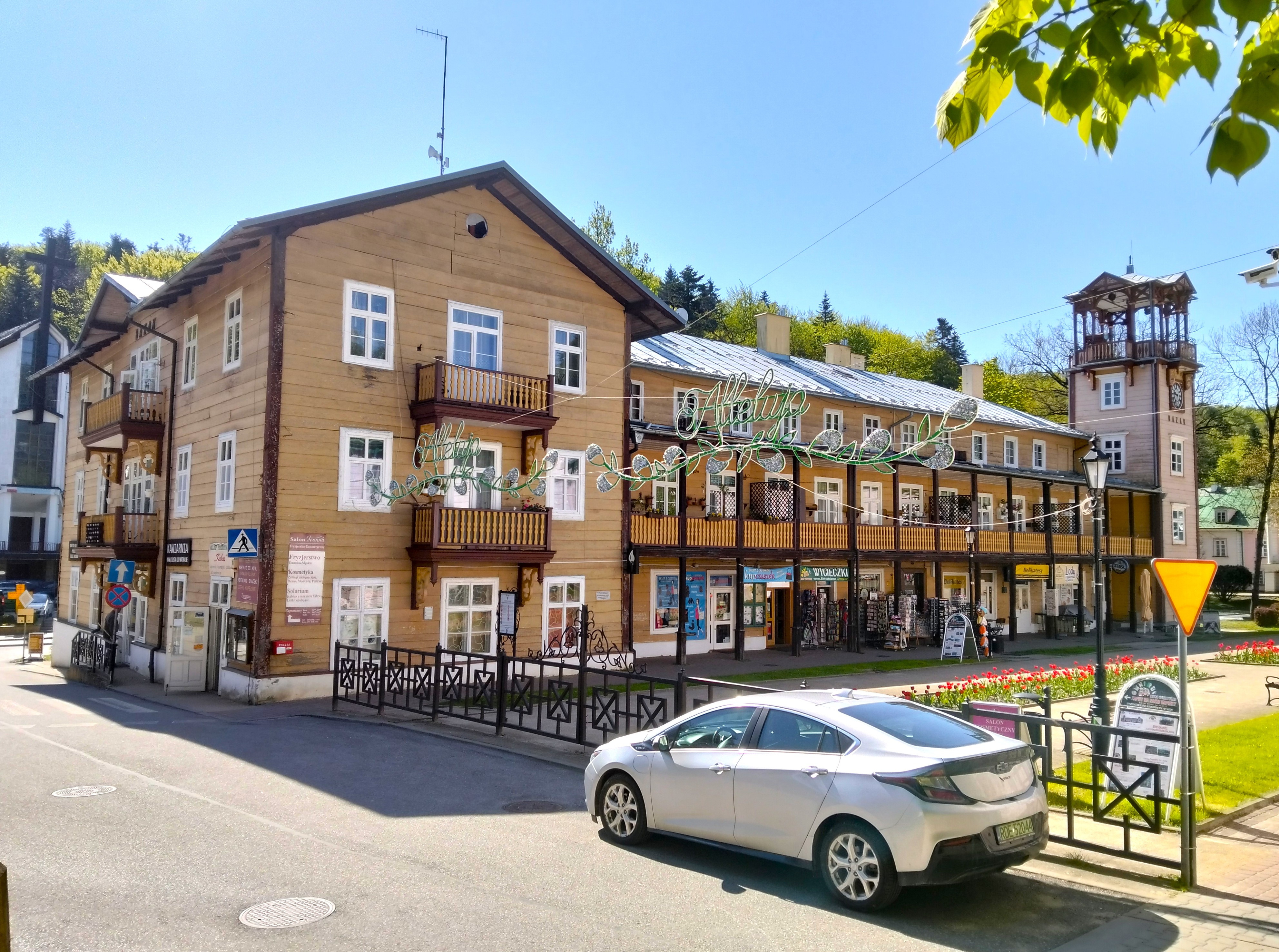
Widok od Palcu Oczki (od północy)

Obiekt powstał na miejscu wcześniejszego Bazaru (z 1864), w latach 1876 (1875)-1880 z fundacji Michała Załuskiego i mieścił początkowo urząd pocztowy z telegrafem, a potem także zespół sklepów i klub towarzyski (od 1925). Przy projektowaniu brano być może pod uwagę porady architekta Jacka Matusińskiego z Krakowa. Podczas okupacji niemieckiej obiekt zamieszkiwali Michał Karol oraz Zofia Załuscy, jak również inni uchodźcy z terenów zajętych przez Niemców. Bazar był wówczas siedzibą samorządu uzdrowiskowego. Niemcy planowali spalić go za współpracę członków władz samorządowych z Armią Krajową (do urzeczywistnienia tego zamiaru nie doszło). W budynku funkcjonariusze Urzędu Bezpieczeństwa aresztowali małżeństwo Załuskich (18 października 1944). Po wyparciu Niemców w Bazarze funkcjonowały kolejno instytucje komunalne i zarząd uzdrowiska. W 1979 zaadaptowano jedno z pomieszczeń na sklep "Pewexu". Po wojnie pracami konserwatorskimi przy budynku kierował m.in. Bronisław Buliński.

## Architektura
Bazar jest trzykondygnacyjnym obiektem drewnianym, oszalowanym, konstrukcji wieńcowej. Jest zbudowany na rzucie prostokąta z narożami w formie alkierzy, pokryty dachami dwu- i trójspadowymi. Bryła jest zróżnicowana, a jej dominantą jest czworoboczna wieża zegarowa w narożniku południowo-zachodnim z altaną na słupach w najwyższej kondygnacji. Obiekt wzbogacają wizualnie galerie na słupach w elewacji południowej i wschodniej.
Od lat 30. XX budowla należała do najchętniej wykorzystywanych tematów zdjęć wykonywanych w uzdrowisku.

## Galeria

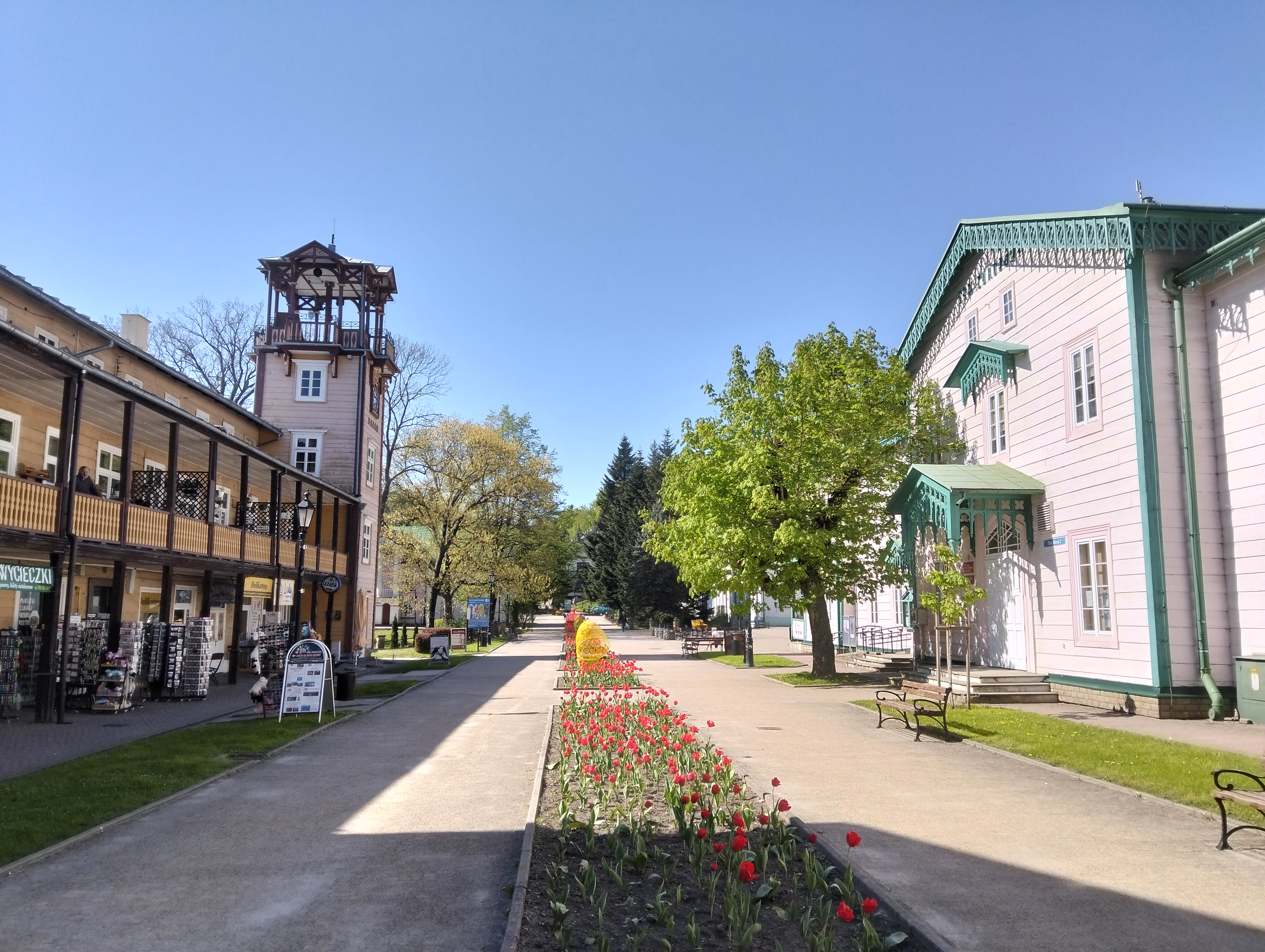
Promenada (po prawej dom zdrojowy)
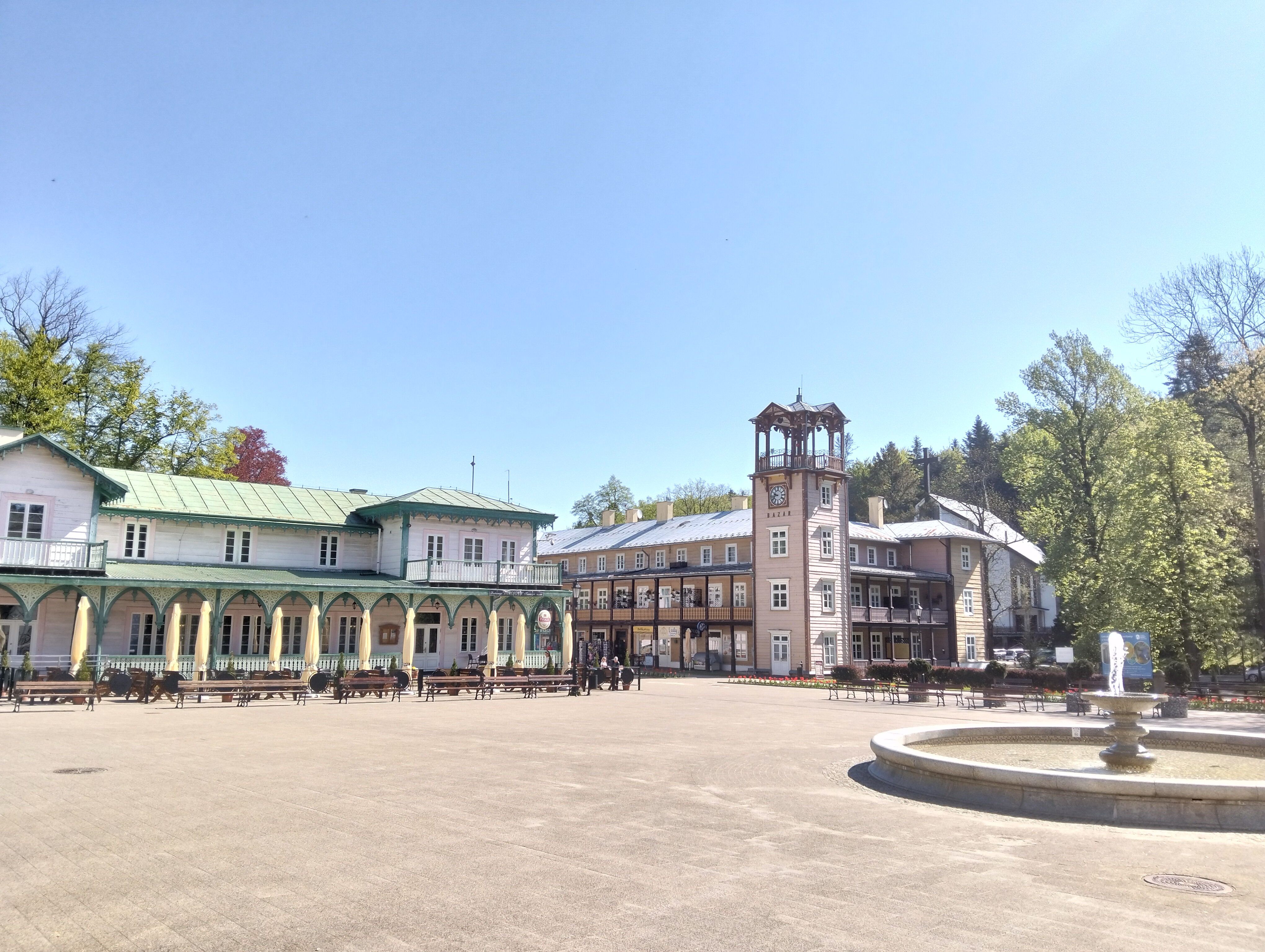
Plac Dietla (po lewej dom zdrojowy)